# Sankt Peter-Ording

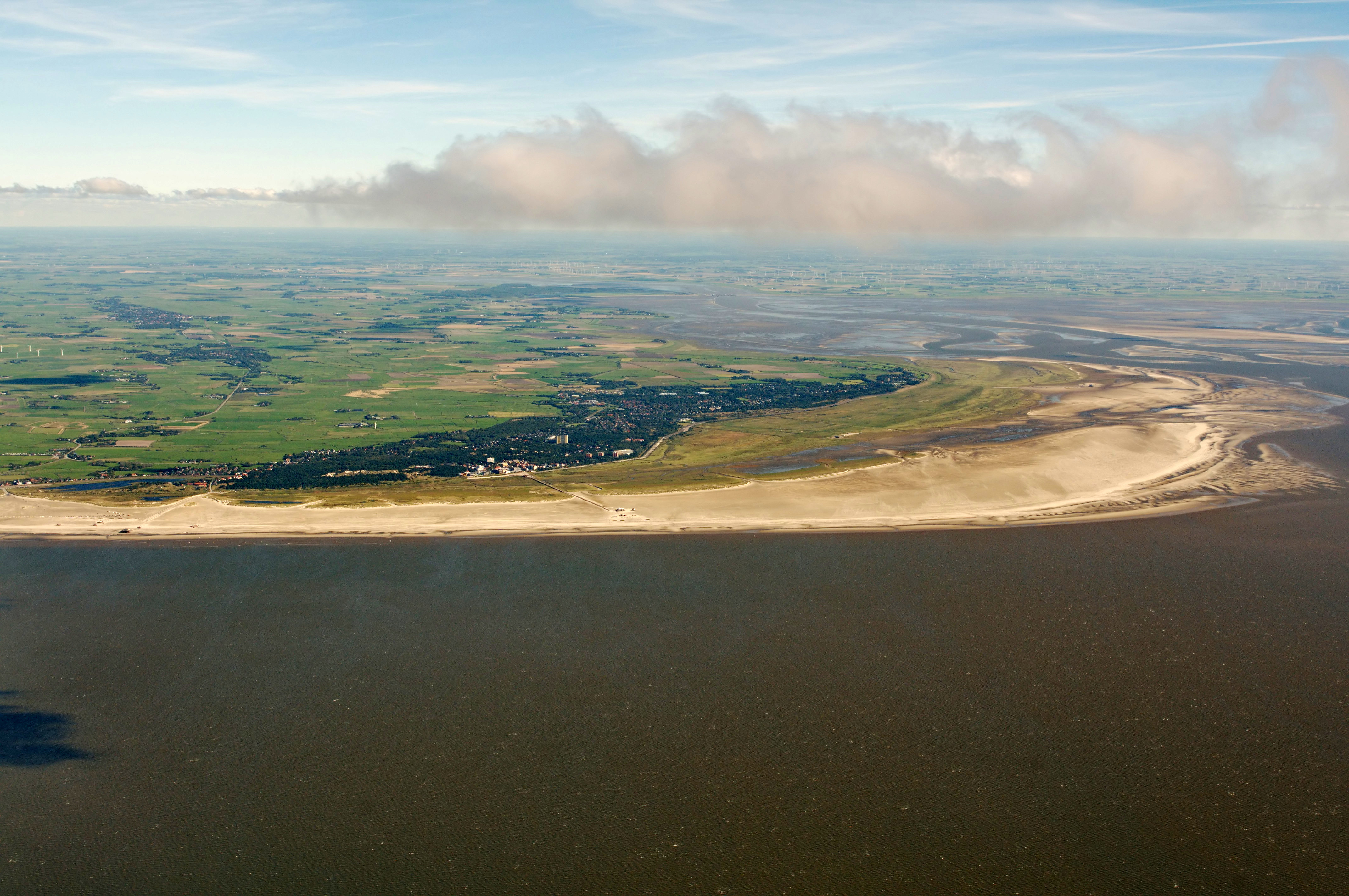
St. Peter-Ording

Sankt Peter-Ording este o stațiune maritimă situată în districtul Nordfriesland din landul Schleswig-Holstein, Germania. Stațiunea este situată la Marea Nordului, pe partea occidentală a peninsulei Eiderstedt, la aproximativ 45 de km. sud-vest de Husum. Sankt Peter-Ording este stațiunea cu cel mai mare număr de turiști din Germania. Poluația sa este de 4 093 locuitori, iar suprafața de 28.28 km².